# Liste der Kulturdenkmäler in Hergenfeld
In der Liste der Kulturdenkmäler in Hergenfeld sind alle Kulturdenkmäler der rheinland-pfälzischen Ortsgemeinde Hergenfeld aufgeführt. Grundlage ist die Denkmalliste des Landes Rheinland-Pfalz (Stand: 2. August 2023).

## Einzeldenkmäler
| Bezeichnung                   | Lage                                    | Baujahr                           | Beschreibung | Bild |
| ----------------------------- | --------------------------------------- | --------------------------------- | --- | ---- |
| Katholische Kirche St. Martin | Kirchstraße 7 Lage                      | 1863                              | romanisierender Saalbau, 1863; an der Kirche zwei barocke Grabkreuze, 1724 und 1733 | BW   |
| Kreuz                         | Kirchstraße, bei Nr. 7 Lage             | 1762                              | spätbarockes Sandsteinkruzifix, bezeichnet 1762 | BW   |
| Wohnhaus                      | Kirchstraße 9 Lage                      | erste Hälfte des 19. Jahrhunderts | Fachwerkhaus, bezeichnet 1882, im Kern wohl aus der ersten Hälfte des 19. Jahrhunderts; Scheune und Stall des Hakenhofs, Ende des 19. oder Anfang des 20. Jahrhunderts, abgebrochen und durch Neubau ersetzt | BW   |
| Hofanlage                     | Kirchstraße 26 Lage                     | erste Hälfte des 19. Jahrhunderts | Einfirsthaus, Fachwerk, erste Hälfte des 19. Jahrhunderts | BW   |
| Pestkreuz                     | nordwestlich des Ortes an der K 29 Lage | 1620                              | Pestkreuz, wohl von 1620, 1842 restauriert, 2005 durch Kopie ersetzt | BW   |